# Gymnostreptus perfidelis
Gymnostreptus perfidelis är en mångfotingart som beskrevs av Christoph D. Schubart 1944. Gymnostreptus perfidelis ingår i släktet Gymnostreptus och familjen Spirostreptidae. Inga underarter finns listade i Catalogue of Life.